# 街場の文体論
『街場の文体論』（まちばのぶんたいろん）は、内田樹が著した文章論、思想論。
2012年7月15日、ミシマ社より発売された。装丁は吉田篤弘と吉田浩美（クラフト・エヴィング商會）。2016年3月10日、文春文庫として文庫化された。
本書のもとになったのは、著者が神戸女学院大学で2010年10月から2011年1月の間に行った講義「クリエイティブ・ライティング」である。同講義は大学教授である著者にとって「最後の授業」だったという。